# Ante Juretić
Ante Juretić (Split, 6. travnja 1941.), hrvatski komediograf, pjesnik, haiku-pjesnik, aforist, romanopisac i kazališni redatelj. Živi i radi u Kutini.

## Životopis
Rođen u Splitu, u kojem je završio gimnaziju. U Zagrebu je studirao hrvatski jezik i književnost na Filozofskom fakultetu. Prve je stihove objavio kao student u zagrebačkome listu Telegramu. Nakon završetka studija zaposlio se kao profesor u srednjoj školi. Najava njegova literarna rada bili su mu aforizmi u Moslavačkom listu. Preveden na druge jezike. Trojezični časopis Das Haus – La maison – The house objavio mu je stihove Pjesnička poslanica ljudskih savjesti koje mu je na engleski preveo Željko Uvanović. Također je na sebe skrenuo pozornost pisanjem haiku poezije. Objavio je lirski roman u stihovima Tri boje mladosti, roman u prozi Kad odlaze lastavice, zbirku pjesama Pisma sina razmetnoga. Od 1980-ih je amaterski kazališni redatelj. Režirao je predstave kutinskih kazališnih amatera. Danas u Kutini vodi Kazališnu družbu Beskućnici. Poznat kao komediograf. Komedije (Kad pevaljka dojde, Marsovci su među nama, Turizam na seoski način, Maturant se ženi, Europa u selu Kruškovcu) su mu objavljene u dvjema knjigama. Uprizorile su ih kazališne družine u Hrvatskoj i u Gradišću u Austriji. Moslavačko zrcalo mu je objavilo komediju Aerodrom u magli.
Predsjednik ogranka Matice hrvatske u Kutini.

## Priznanja
- Pobjede na anonimnim natječajima haiku-pjesama.[1]
- 2012. francuski časopis haiku – pjesništva uvrstio ga je među 16 izabranih hrvatskih autora pored velikana hrvatske književnosti kao što su Vladimir Devidé, Dragutin Tadijanović, Luko Paljetak i dr.[1]
- Godišnja Nagrada Grada Kutine.[1]
- Nagrada za životno djelo Grada Kutine.[1]